# 34 High Street (Dunbar)

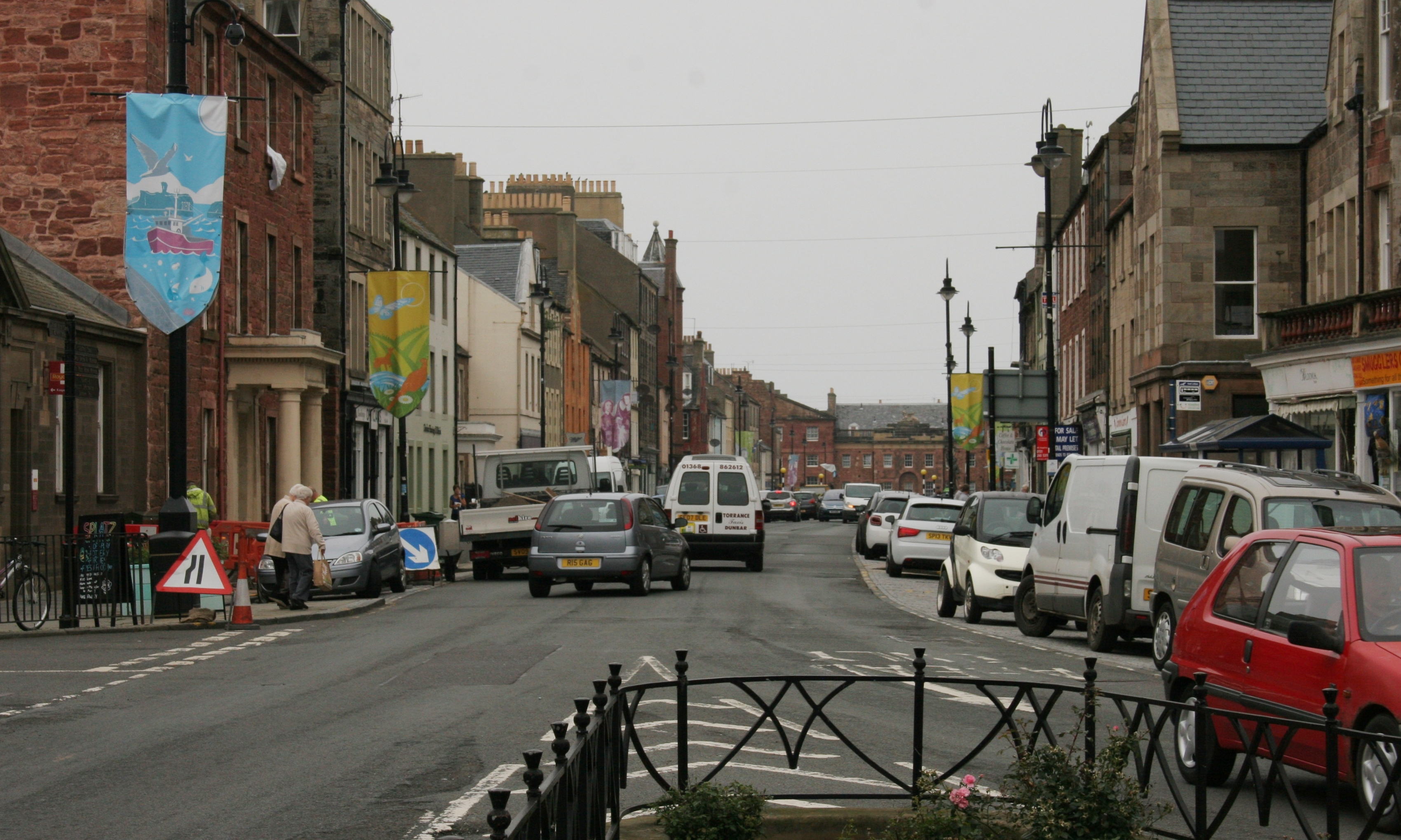
34 High Street ist der rote Bau am linken Bildrand

Unter der Adresse 34 High Street in der schottischen Stadt Dunbar in der schottischen Council Area East Lothian befindet sich ein Wohngebäude. 1971 wurde das Bauwerk in die schottischen Denkmallisten in der höchsten Kategorie A aufgenommen.

## Geschichte
Der Earl of Lauderdale gab das Gebäude Ende der 1780er Jahre zur Einrichtung eines Hotelbetriebs in Auftrag. Wahrscheinlich sollte eine Alternative zum örtlichen St George Hotel etabliert werden. Für den Entwurf des 1788 begonnenen und 1791 abgeschlossenen Baus zeichnet Alexander Ponton verantwortlich. Das Hotel wurde unter dem Namen New Inn betrieben. Während des Ersten Weltkriegs wurde es als Kaserne genutzt. Es finden sich keine gesicherten Fakten zur zwischenzeitlichen Nutzungsgeschichte. Mindestens bis 1929 fand eine militärische Nutzung unter den Namen Castle Park Barracks oder New Inn Barracks statt. Später diente das Gebäude als Pflegeheim für ältere Menschen.

## Beschreibung
Das dreistöckige Gebäude befindet sich am Südende der High Street, der Hauptstraße von Dunbar. Es weist einen L-förmigen Grundriss auf. An der Vorderseite besteht das Mauerwerk aus rotem Sandstein, der zu Quadern behauen und zu einem Schichtenmauerwerk verbaut wurde. Ansonsten wurde Bruchstein aus dem gleichen Material verwendet. Die ostexponierte Frontseite ist fünf Achsen weit, auf denen zwölfteilige Sprossenfenster mit polierten Faschen angeordnet sind. Die im frühen 19. Jahrhundert überarbeitete Fassade schließt mit schlichtem Dachgesimse ab. Mittig tritt ein kleiner Portikus mit dorischen Säulen und gezähntem und profiliertem Gesimse hervor. Die zweiflüglige, hölzerne Eingangstüre schließt mit schmucklosem Kämpferfenster. An der rechten Gebäudeecke schließt sich eine Kutschzufahrt mit gedrungenem Segmentbogen an.
Der rückwärtig abgehende Flügel ist flacher und entlang der Innenseite vier Achsen weit. Die Eingangstüre befindet sich auf der ersten Achse. Die Gebäude schließen mit schiefergedeckten Satteldächern mit giebelständigen Kaminen.